# André Waignein
André Waignein (Moeskroen, België, 28 januari 1942 – Moeskroen, België, 22 november 2015) was een Belgisch componist, dirigent en musicus. Hij publiceerde ook onder de pseudoniemen Rob Ares, Frede Gines, Rita Defoort en Roland Kernen, dit afhankelijk van het genre en bezetting.

## Levensloop
Het eerste muziekonderricht kreeg hij van zijn vader. Van hem kreeg hij muziekles in het harmonieorkest "Sint-Cecilia" van Mont-à-Leux bij Moeskroen. Op 6-jarige leeftijd speelde hij in dit orkest als trompettist mee. Waignein studeerde aan het Koninklijke Muziek-Conservatorium te Brussel de vakken trompet, piano, kamermuziek, harmonieleer, muziekgeschiedenis en transpositie en diplomeerde in het hoofdvak trompet. Zijn studie bekostigde hij onder andere door medewerking in het ORTF Jazz-orkest in Rijsel. Na zijn militaire dienst voltooide hij zijn studies in de vakken contrapunt en compositie aan het conservatorium te Bergen en behaalde deze diploma's met onderscheiding.
Intussen werkte hij aan de stedelijke muziekacademie in Moeskroen en werd dirigent van de Harmonie La Mouscronnoise. Verder was hij dirigent van de Harmonie Royale. In die tijd ontstonden ook zijn eerste composities voor harmonie- en fanfareorkest.
Zijn composities werden snel bekend en werden met talrijke prijzen - onder andere de prijs van de European Union of Radio Broadcasting (EBU) en de prijs van de SABAM - en onderscheidingen bekroond.
Hij was directeur van het muziekconservatorium van Doornik (Conservatoire de Musique de la Ville de Tournai) en professor in de harmonieleer aan het Koninklijke Muziek-Conservatorium te Brussel.

## Composities

### Werken voor orkest
- 1992 Three Movements, voor piano en orkest
- 1999 A Travers le Temps, cantate voor een groot gemengd koor en instrumentalisten (2 piano's, 1 bas en 5 slagwerkers) of strijkorkest - tekst: Gloria Voy
  1. Force de l'Homme
  2. Dialogue
  3. Rêverie
  4. Force de l'Amour
- Homage a Lionel, voor vibrafoon en orkest

### Werken voor harmonie- en fanfareorkest en brassband
- 1967 Concert Fantasy
- 1967 Divertimento for Band
- 1968 Ballad for Band, voor harmonie- of fanfareorkest
- 1972 Belgium's Impressions, voor harmonieorkest
- 1972 Live
- 1973 Night Rover's March
- 1974 Country Suite, voor harmonie- of fanfareorkest
- 1974 West sound
- 1975 Coast Impressions, voor harmonie- of fanfareorkest
- 1976 All the way
- 1976 Theme pour Michele
- 1977 Music for Band
- 1978 Dynamic Fantasy
- 1978 To show in
- 1979 Evasion, solo voor trompet en harmonieorkest
- 1979 Three Pieces, voor harmonie- of fanfareorkest
- 1979 Dunamis, voor symfonische blaasorkest
- 1980 A Children's Suite, voor harmonie- of fanfareorkest
- 1980 Three Pictures
  1. First Trip
  2. The Farmer's Song
  3. The Little Drums
- 1981 Episdodes for Symphonic Band
- 1981 Essays for Percussion
- 1982 Alternances, voor symfonisch blaasorkest
- 1982 Golden River
- 1982 Motions for Band
- 1982 West Ouverture
- 1983 Little Portrait
- 1983 Sound for Winds
- 1983 Three Folk Charakters (oorspronkelijk: "South West Courage"), suite
  1. Proclamation
  2. Cantilene
  3. Dance
- 1984 Air for Winds
- 1984 Cantate aux Etoiles, cantate voor solo sopraan, tenor solo, spreker, 3 kinderkoren, een gemengd (monster-)koor (rd. 500 zangeressen en zangers) en groot harmonieorkest - tekst: Monique Cardon - première: 15 september 1990, Onze-Lieve-Vrouwekathedraal te Doornik
- 1984 Marche de la Cavalerie Ardennaise
- 1984 Mood Music
- 1985 Ceremonial Suite
- 1985 Space Movements
- 1986 Andante in C, voor fluit en harmonieorkest
- 1986 North Sea Overture
- 1986 Proclamations for Winds
- 1986 Romance by Mozart
- 1987 Beach Waltz
- 1987 Diversions, voor harmonie- of fanfareorkest
- 1988 Deux Mouvements pour Alto Saxophone et Orchestre d'Harmonie
  1. Complainte
  2. Caprice
- 1988 Perpetual Motion, voor klarinet en harmonieorkest
- 1988 Three Movements, voor piano en harmonieorkest
- 1989 Classical Canon
- 1989 Concert Suite
- 1989 Entry, Jazzy und Disco
- 1989 Mandel Portrait
  1. Intrada
  2. Praise
  3. Jubilee
- 1989 Night Disco
- 1989 On the Road
- 1990 Bagatelles
- 1990 Festival Suite
  1. Entrance
  2. Tune
  3. Parade
- 1990 Fields of amour
- 1990 First Dialogue
- 1990 Rhapsody, voor bugel/flugelhoorn en harmonieorkest
- 1991 Concertino, voor fluit en harmonieorkest
  1. Allegro
  2. Andante
  3. Rondo
- 1991 Diagram for Symphonic Band
- 1992 Free and Happy
- 1992 Song and Dance
- 1992 Three movements, voor piano en harmonieorkest
- 1993 Camille, voor solo bugel/flugelhoorn en harmonieorkest
- 1993 Contrasts, voor solo Es-cornet en brassband
- 1993 Prelude Fantasy
- 1993 T(w)o the Limit, voor trompet, bariton en harmonieorkest
- 1994 Antzell
- 1994 First Suite for Symphonic Band
- 1994 Music for Fun
- 1994 Reminiscencia Gitana
- 1995 A Medieval Suite
- 1995 A Tribute to Lional (Hampton), voor solo vibrafoon en harmonieorkest
- 1995 A Triple Suite
- 1995 Broadway Impressions
- 1995 Come back to Riva
- 1995 El Valse del camino
- 1995 Ouverture facile
- 1995 Second Suite for Symphonic Band
- 1996 Brugge
  1. Het geweldige Brugge
  2. Het middeleeuwse Brugge
  3. Feest in Brugge
  4. Het romantische Brugge
  5. Brugge voor altijd
- 1996 Music Party
- 1996 Little Concerto for Trumpet
- 1996 Sketches for Flute
- 1996 Souvenir d'Interlaken
- 1996 Suite des Lutins
- 1997 Deux Inventions, voor solo hobo en harmonieorkest
- 1997 Il tiempo de la musica
- 1997 It seems to me, voor piano solo en harmonieorkest
- 1997 Riva Pictures for Symphonic Band
- 1997 Storia Eroica for Symphonic Band
- 1997 Sunset Serenade, voor fluit en harmonieorkest
- 1997 Tournai forever, voor gemengd koor (ad. libitum) en harmoniorkest
- 1998 Csardas
- 1998 Melody Time, voor solo hobo en harmonieorkest
- 1998 Remember Mozart
- 1998 Sound Variations
- 1998 Story of Village
- 1999 Assesse 2000
- 1999 Bon Anniversaire
- 1999 Christmas with Beethoven
- 1999 Impressions Luxembourgeoises
  1. Clervaux
  2. Wiltz
  3. Diekirch
  4. Vianden
  5. Capellen
  6. Mersch
  7. Redange
  8. Echternach
  9. Grevenmacher
  10. Remich
  11. Esch/Alzette
  12. Luxembourg
- 1999 Irish Sketches
- 1999 Jubilee Ouverture
- 1999 Petite Suite for Band
- 1999 Petite Suite Europeenne
- 1999 Take is easy
- 1999 Virtuoso for Clarinet and Orchestra, voor klarinet en harmonieorkest
- 2000 Accordeon, voor accordeon en harmonieorkest
- 2000 Big Big World
- 2000 Children of World
- 2000 Concert March
- 2000 Cooperation
- 2000 Cortege, Chorale et Farandole
- 2000 Little March
- 2000 Missa Tornacum, voor gemengd koor en harmonieorkest
  1. Kyrie
  2. Gloria
  3. Sanctus

  -     - Sanctus
    - Hosanna
    - Benedictus

  1. Agnus Dei
  2. Ite missa est
- 2000 Musique de Noël
- 2000 Petite Suite Française
- 2000 Rhapsodie Symphonique
- 2000 Suite Antillaise
- 2000 Suite Folklorique
- 2000 Swing low
- 2000 Tendances
- 2000 The little Musketeer
- 2000 Trois pièces pour orchestre d'harmonie
- 2000 Trumpet Fiesta, voor vier trompetten solo en harmonie- of fanfareorkest
- 2001 Alouette Variations
- 2001 Alsfeld Marsch
- 2001 Little suite for Peace
- 2001 Valse brillante
- 2002 Feel the Beat
- 2003 Ouverture Festive
- 2003 Pastoral Pictures
- 2004 Belgian Pictures
- 2004 Daar juicht een toon
- 2004 Es kommt ein Schiff geladen
- 2005 Bella Italia
- 2005 Cantique de Noël
- 2005 Caribbean Calypso
- 2005 Christmas Bells
- 2005 From Russia with love
- 2005 Nun danket alle Gott
- 2006 First Jazz
- 2007 Little Rhapsody
- 2007 Petit Divertissement voor solo-instrument (dwarsfluit, klarinet, altsaxofoon, trompet, trombone, eufonium) en harmonieorkest
- 2008 A Tribute to Yves Montand
- 2008 3 Evocations voor solo-instrument (dwarsfluit; of viool; of cello) en harmonieorkest
- 2008 The Seven Knights
- 2014 The City of Hurlus

### Werken van Rob Ares voor HAFABRA
- Happy Trombones
- El Tiempo del Musica
- Simply Rock
- Memory
- The Little Musician
- First Suite
- Four Little Pieces
- Fiesta
- Der Zaubermarch
- Country Dances
- Chorale in Contrast
- First Bolero
- Springtime
- Juvenile Ouverture
- On the Bandstand
- Sprituals! Spirituals!
- Mitternacht in Zell
- Cantabile for Winds
- On Stage
- In the Spotlights
- Der Zaubermarch
- Power Music
- A Happy Band Dixie
- Springtime
- Granados Square

### Werken van Frede Gines voor HAFABRA
- Rock About
- Soldiers Song
- Toumana Pictures
- Jeremy's Song
- Contrasting Scenery
- Theme Classique

### Werken van Rita Defoort voor HAFABRA
- 1987 Projections for Symphonic Band, fantasie (bekroond met de Prix de Composition 1988 in Lyon)
- Classics for Band
- Dances for Band
- Dixie Wars for Concertband
- Irish Dances
- Dixie Mood
- Antzell
- Little Suite for Winds
- A Tribute to Benny Goodman
- The Scheldt Portrait

### Werken van Roland Kernen voor HAFABRA
- Pops in the Spots
- Junior Rock
- Caribbean Calypso
- Christmas Variations
- A Christmas Overture
- Christmas Night
- Christmas Variations
- Two for Christmas
- French Carol
- Advents Fantasie
- Slavonic Impressions
- Baion
- Jewish Folksong Suite
- Bummel-Petrus
- Pakjesparade
- Budapest Impressions
- Santa Cruz
- Blues Forever
- Soul Time
- Latin Mood
- Praludium and Choral
- Choral Fantasy on "Schlafes Bruder"
- Merry-Go-Round
- Pastoral Pictures
- Song of Adoration
- Western Dances
- The Hungarian Spirit
- Cortege, Choral et Fandarole

### Missen, cantates en gewijde muziek
- 1984 Cantate aux Etoiles, cantate - (zie onder Werken voor harmonieorkest)
- 2000 Missa Tornacum - (zie onder Werken voor harmonieorkest)